# یوخاری کارتاس
یوخاری کارتاس (به لاتین: Yukharikartas) یک منطقهٔ مسکونی در روسیه است که در داغستان واقع شده‌است.